# チュフイフ地区
チュフイウ地区（チュフイウちく、ウクライナ語: Чугуївський район、英語: Chuhuiv Raion; チュフイフ地区, ロシア語: Чугуевский район）はウクライナ北東部のハルキウ州にあるラヨン（地区）で、行政の中心はチュフイウ市である。2020年、ズミイウ地区とヴォブチャンシク地区がチュフイウ地区に合併された。2021年の推計人口は197,695人。